# کارینه جانجوقازیان
کارینه هنریکی جانجوقازیان (ارمنی: Կարինե Հենրիկի Ջանջուղազյան؛ انگلیسی: Karine Janjughazyan؛ ۲۰ فوریهٔ ۱۹۶۲) یک بازیگر اهل ارمنستان بود. 

## زندگی‌نامه
وی در ۲۰ فوریهٔ ۱۹۶۲ در آختالا به دنیا آمد و از آکادمی دولتی هنرهای زیبای ارمنستان فارغ‌التحصیل شد. وی همچنین برندهٔ جوایزی همچون مدال طلای وزارت فرهنگ جمهوری ارمنستان و هنرمند افتخاری جمهوری ارمنستان شده‌است.

## گزیده فیلمشناسی
- آخرین یکشنبه، 1985
- اتوبوس شاد، 2000
- نجات دهنده، 2008
- هنرمند، 2010
- رویای بره سفید، 2013
- سه زندگی، 2013
- خوشبختی خریداری شده، 2016
- وای مامان عزیز، 2016
- سیب سرخ، 2016
- در مرز، 2017
- می بینم، 2017
- شاید، 2018
- ترک، 2019
- مدرسه ستارگان، 2020
- رویاهای سیندرلا، 2023